# Guido Van Hoof
Guido Van Hoof (Schaarbeek, 1926 - Mortsel, 1 oktober 2022) was een Belgisch journalist en schrijver. Van 1965 tot 1989 leidde hij de cultuurredactie van De Standaard.

## Biografie
Guido Van Hoof was de zoon van een kunstschilder. Hij studeerde rechten en filosofie aan de Katholieke Universiteit Leuven, maar koos voor een journalistieke carrière. In 1957 werd hij buitenlandredacteur van De Standaard. Van 1965 tot 1989 stond hij aan het hoofd van de cultuurredactie van de krant. Van Hoof volgde Max Wildiers op aan het hoofd van de boekenbijlage Standaard der Letteren. Hij had aandacht voor literatuur, humane wetenschappen, onderwijs, beeldende kunst en religieuze berichtgeving.
In de jaren 1960 verdedigde hij in De Standaard de vernieuwingen van het Tweede Vaticaans Concilie, maar hij kwam op tegen het verbod van de pil in de pauselijke encycliek Humanae Vitae. Hij maakte reportages over de geloofsgemeenschap van Taizé en de reis van paus Paulus VI naar Israël in 1964. Ook verdedigde hij de splitsing van de Leuvense universiteit, waarover hij in 1966 het boek Leuven - Louvain uitbracht. Eind jaren 1980 bundelde hij een reeks gesprekken met kardinaal Godfried Danneels in het interviewboek Het geloof van een kardinaal en als liefhebber van klassieke muziek publiceerde hij ook een boek over Johann Sebastian Bach.

## Selecte bibliografie
- Leuven - Louvain, Van In, 1966.
- Het geloof van een kardinaal. Gesprekken met Godfried Danneels, DNB/Uitgeverij Pelckmans, 1988.
- Lambert Lemmens, DNB, 1993.
- Johann Sebastian Bach. Cultuurhistorisch portret, Uitgeverij Pelckmans, 1996.
- Bach. Un monde en quatre lettres, Racine, 1997.

- Bibliothèque nationale de France: cb12145929v (data)
- Digitale Bibliotheek voor de Nederlandse Letteren: hoof074
- Gemeinsame Normdatei: 115456988
- International Standard Name Identifier: 0000 0000 7359 8948
- Library of Congress Control Number: n95111725
- Nederlandse Thesaurus van Auteursnamen: 073675253
- Système universitaire de documentation: 029940419
- Virtual International Authority File: 50942815